# Kadir Balci
Kadir Ferati Balci (Gent, 1970) is een Belgisch regisseur met een Turkse achtergrond. Hij is bekend van de film Turquaze.

## Biografie
Kadir Ferati Balci studeerde af als meester in de Audiovisuele Kunsten aan de Gentse KASK. Later was hij twee jaar gaststudent aan het Bournemouth and Poole College of Art and Design. Zijn werk bestond vooral uit bedrijfsfilms, reclamefilms, een korte film en een animatiefilm.
In 2008 was hij mederegisseur van de Vlaamse tv-serie 180. In 2010 debuteerde hij met Turquaze, zijn eerste langspeelfilm, over Belgische Turken.
Hij zetelde als jurylid voor het VAF en kwam zo in contact met scenarist Jean-Claude van Rijckeghem. Samen werkten ze het idee van de film Trouw met mij! uit. 

## Filmografie (speelfilms)
- Turquaze (2010)
- Trouw met mij! (2014)